# 75-я смешанная авиационная дивизия
 75-я сме́шанная авиацио́нная диви́зия — воинское соединение военно-воздушных сил СССР в начальном периоде Великой Отечественной войны.

## Наименование
- 75-я сме́шанная авиацио́нная диви́зия;
- 75-я авиацио́нная диви́зия;
- 75-я истреби́тельная авиацио́нная диви́зия.

## История
Формирование дивизии началось в начале 1941 года.
К началу войны дислоцировалась в Подмосковье, входила в состав ВВС Московского военного округа. К июлю 1941 года переброшена в состав ВВС Харьковского ВО и находилась в резерве Ставки ВГК.
С сентября 1941 года — на Юго-Западном фронте. Сначала действовал в подчинении ВВС Юго-Западного фронта, а с конца 1941 года в составе ВВС 38-й Армии.
15 июля 1941 года дивизия вошла в состав действующей армии. Маршалом Советского Союза С. М. Будённым лично командиру дивизии была поставлена задача по обороне города Кременчуга и переправ через Днепр.

## Переформирование
Приказом НКО СССР от 2 февраля 1942 года дивизия обращена на формирование Управления ВВС ВВС 38-й Армии.

## В действующей армии
В составе действующей армии в период:
- с 25 сентября 1941 года по 02 февраля 1942 года, всего 130 дней.

## Командиры дивизии
- генерал-майор авиации Иван Гаврилович Пятыхин (март - июль 1941 года)
- полковник Павел Осипович Кузнецов[1] 09.07.41 — 02.02.42

## Боевой состав
- 164-й истребительный авиационный полк (164-й иап) 29 сентября 1941 — 2 февраля 1942 года
- 230-й скоростной бомбардировочный авиационный полк (230-й сбап)
- 282-й истребительный авиационный полк (282-й иап) июнь 1941 — 2 февраля 1942 года
- 283-й истребительный авиационный полк (283-й иап) июнь 1941 — 2 февраля 1942 года
- 284-й бомбардировочный авиационный полк (284-й бап) июнь 1941 — 2 февраля 1942 года
- 285-й бомбардировочный авиационный полк (285-й бап) июнь 1941 — 2 февраля 1942 года

## Участие в операциях и битвах
- Харьковская операция — с 30 сентября по 30 ноября 1941 года.